# 2008年北京オリンピックのアルバ選手団
2008年北京オリンピックのアルバ選手団（2008ねんペキンオリンピックのアルバせんしゅだん）は、2008年8月8日から8月24日まで開催された2008年北京オリンピックにおけるアルバ選手団の名簿である。選手名及び所属・記録は2008年当時のもの。

## 種目別選手・スタッフ名簿及び成績

### 競泳
- Jan Roodzant（男子100m自由形）　予選落ち

### 柔道
- Fiderd Vis（男子81kg級）　初戦敗退